# حدائق البحيرة
حدائق البحيرة المعروفة أيضًا باسمِ قصر البحيرة، أو البحيرة فقط هي حديقة وقصر من عهدِ الدولة الموحدية في إشبيلية، إسبانيا. يعود تاريخ هذا القصر والحديقة إلى القرن الثاني عشر. بعد سقوط الأندلس، عُرفَ هذا الموقع لفترة باللغة الإسبانية باسمِ حديقة الملك (بالإسبانية: Huerta del Rey)‏ وأسماء أخرى من هذا القبيل. المتبقي من هذا الموقع هو الآن حديقة عامة وموقع تاريخي أو أثريّ.

## التسمية
حدائق البحيرة هو اسمٌ عربيّ خالِص، أمّا الاسم المختصَر لهذاا الموقع في إسبانيا فهو «بُحيرَة» ويعني «البحر الصغير». استُخدمَ هذا الاسم للعديد من الحدائق والممتلكات الريفية خلال فترة الدولة الموحديّة (القرنان الثاني عشر والثالث عشر) التي تضمَّنت بحيرات أو خزَّانات صناعية. استخدَمَت المصادر العربية التاريخية أيضًا هذا الاسم لحدائق أكدال في مراكش (المغرب)، على سبيل المثال.

## التاريخ
بدأ بناء مجمع البحيرة في عام 1171 بأمر من الخليفة الموحد أبو يعقوب يوسف بن عبد المؤمن (1163-1184)، الذي أمرَ أيضًا بالعديد من مشاريع البناء والتجديد الأخرى في جميع أنحاء إشبيلية، بما في ذلك المسجد الكبير الجديد (الذي تم تحويله لاحقًا إلى كاتدرائية).: 211 في ذلك الوقت، كانت إشبيلية عاصمة الموحدين في الأندلس.: يقع العقار الريفي الجديد في موقع بحيرة طبيعية موجودة بالفعل، خارج الأسوار الشرقية للمدينة، بالقرب من البوابة المعروفة بالإسبانيّة باسمِ بوابة اللحوم (بالإسبانية: Puerta de la Carne)‏. جاء تصميمها على غرار المواقع والحدائق السابقة في بلاد الموحدين خارج الرباط ومراكش في المغرب (مثل حدائق المنارة).: 211  كانت هناك ثلاث ضواحي على الأقل من هذه الضواحي في ضواحي إشبيلية خلال هذه الفترة، والمعروفة باسم بحيرة الوادي، وبحيرة باب الجحور، وبحيرة حصن الفرج.: 220 
أفادت مصادر عربية تاريخية أن أحمد بن باسو، المهندس نفسه الذي صمّّم الجامع الكبير الخيرالدة، كان مسؤولاً عن تصميم مبنى القصر. أشرف على إنشاء الحدائق والي إشبيلية الشيخ أبو داود بن جلول (ت 1184) والوزير الموحدي أبو العلا إدريس وابنه أبو يحيى. المهندس نفسه الذي كان مسؤولاً عن الأعمال المختلفة في مراكش هو من صمَّم البنية التحتية الهيدروليكية للحدائق.: 211 تم تزويد الحدائق بالمياه بواسطة قناة رومانية تُعرف الآن باسمِ كانيوس دي كارمونا (بالإسبانية: Caños de Carmona)‏ والتي أمر أبو يعقوب يوسف بإعادة بنائها من أجل إمداد هذا القصر وقصر المورق الأكبر. تم الانتهاء من بناء القصر والحدائق في فبراير 1172 وافتُتَح باحتفال كبير.: 211 

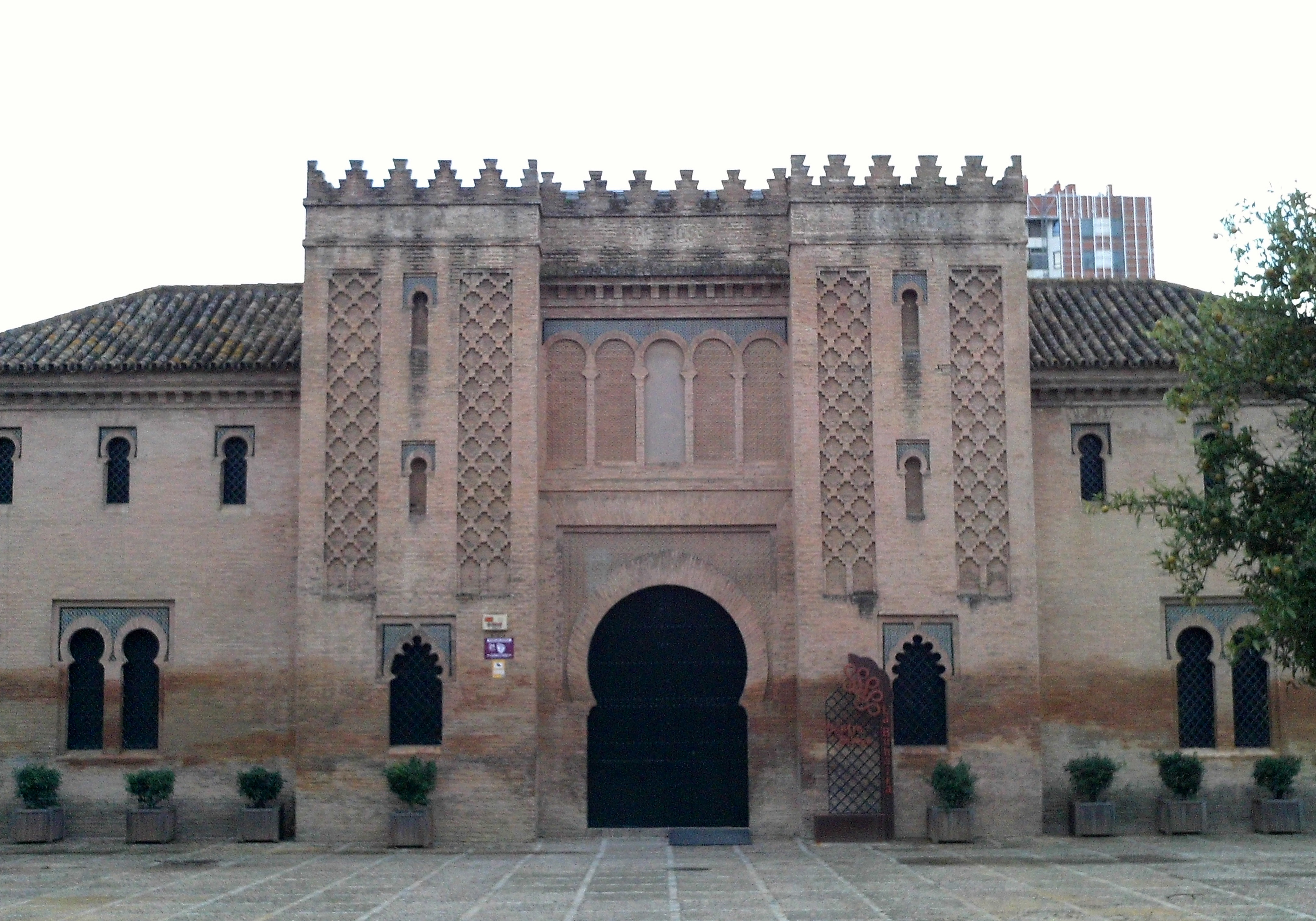
جناح على طراز المدجن من القرن التاسع عشر على الجانب الشرقي من الحدائق

تم التخلي عن الحدائق في القرون اللاحقة، بعد أن أصبحت المدينة تحت السيطرة المسيحية الإسبانية. في القرن التاسع عشر، تم بناء قصر المدجن بجوار خزان المياه ولا يزال قائمًا حتى اليوم، فوق أسس هيكل سابق لحدائق البحيرة. تمت دراسة موقع القصر وحفره لأول مرة في عام 1971 من قبل فرانسيسكو كولانتس دي تيران وخوان زوزايا. وأُجريت المزيد من الحفريات والدراسات الأثرية في 1982 و1985 و1994. بعد ذلك تم ترميم الموقع ودمجه في حديقة عامة افتُتَحت عام 1999. يمر الآن طريق رئيسي عبر الحوزة السابقة وبجوار حوض المياه المرمم.

## التصميم

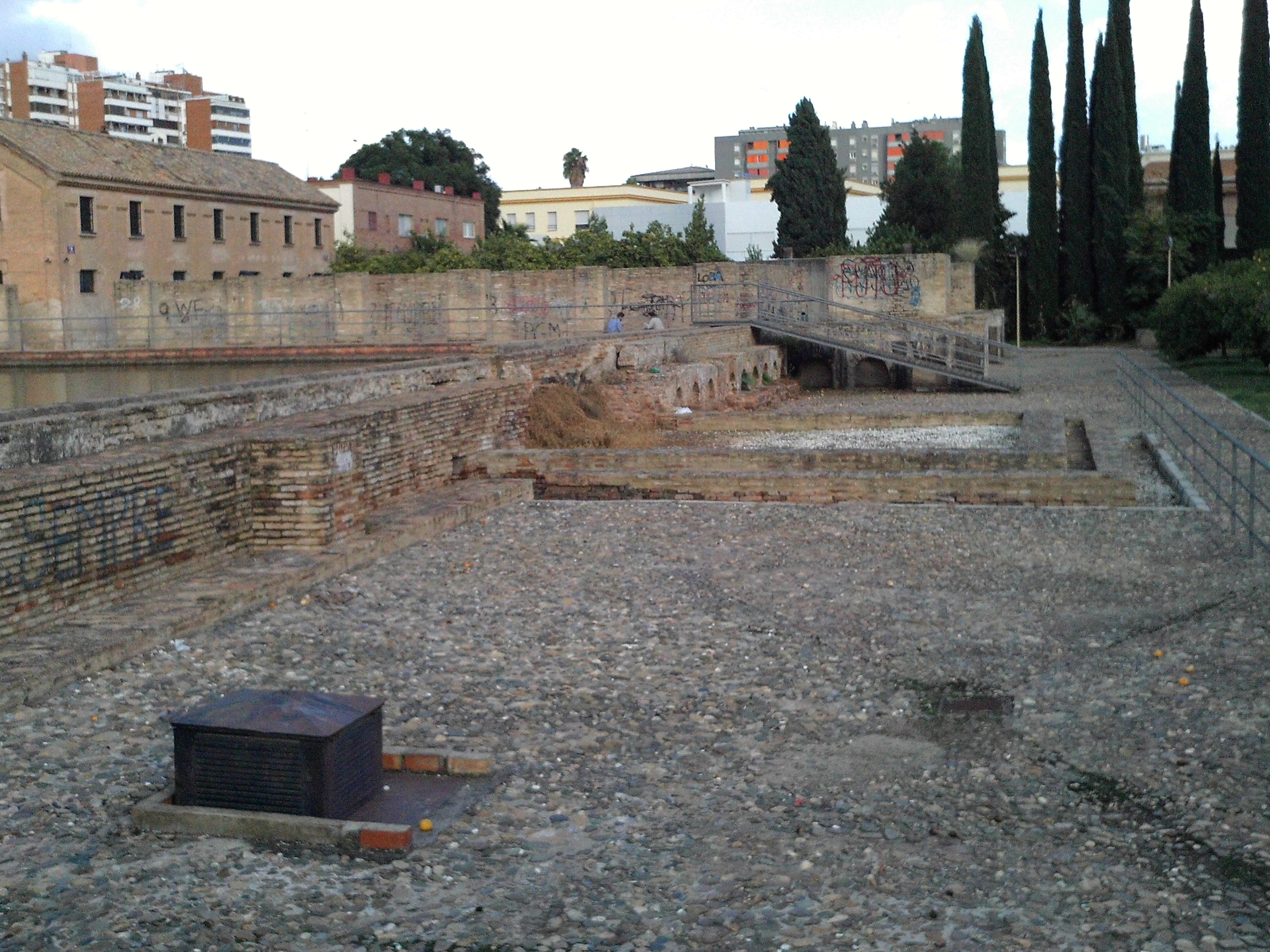
بقايا مخططة للجناح المربع على الجانب الجنوبي من حوض المياه

كانت الحدائق وقصورها في الأصل محاطة بجدار مصنوع من التراب الصخري، يُعرف باسمِ سور السلطان، ويبلغُ حجم خزان المياه الموحد، الذي تم ترميمه ولا يزال مرئيًا حتى اليوم، 43 × 43 مترًا وعمقه 2 متر. ترتفع جدران الخزان قليلاً عن سطح الأرض ومدعومة بالدعامات. وصلت المياه عبر قناة من الشرق وتم تصريفها في الخزان من خلال صنبور في منتصف الجانب الجنوبي للخزان. استمرت أي مياه زائدة من القناة في التدفق عبر الخزان وتصريفها في الحدائق إلى الغرب. كما سمحت ثلاثة مصارف أخرى للمياه بمغادرة الخزان.
عُثرَ على بقايا جناح مربع على الجانب الجنوبي من الخزان، بمحاذاة المحور المركزي للخزان وتتزامن مع نقطة دخول المياه إلى الخزان. قد يكون الجناح مفتوحًا من جميع الجوانب وكان بمثابة منطقة مراقبة وترفيه للخليفة. قد يكون الجناح مغطى إما بقبة أو بسقف هرمي. احتلَّ الجانب الشرقي للجناح جناح كبير مستطيل الشكل أو هيكل قصر. بعض أسسها مرئية اليوم. كان يتألف من قاعة مركزية كبيرة مع غرف جانبية، والتي بدورها كانت محاطة من جميع الجوانب الأربعة برواق مقنطر. احتلت زوايا المبنى دعامات مربعة ثقيلة.: 211 - 212 
بحسب المصادر التاريخية، فقد زرعت الحدائق المحيطة بالخزان والقصر بنحو عشرة آلاف شجرة إجاص، وأشجار تفاح، وأشجار تين، وزيتون، وأشجار مثمرة أخرى. زرعت الحدائق بهذه الطريقة حتى عام 1195 على الأقل. في أواخر القرن الخامس عشر أو أوائل القرن السادس عشر، لاحظ سفير البندقية أندريا نافاجيرو أن أشجار البرتقال نمت حول الخزان.: 213 
بعض جوانب القصر وتخطيط الخزان لها سوابق في القصور الأندلسية القديمة في القرن العاشر، مثل مدينة الزهراء. في المقابل، قد يكون تخطيط قصر البحيرة نموذجًا أوليًا لتصميم بعض القصور الغرناطيّة اللاحقة مثل جنة العريف.